# عملیات المپیک
عملیات بازیهای المپیک(به انگلیسی: Operation Olympic Games) به مجموعه حملات سایبری علیه تأسیسات هسته‌ای ایران گفته می‌شود که از سوی ایالات متحده آمریکا و اسراییل صورت گرفت. این عملیات که شامل تولید و انتشار مجموعه‌ای از پیچیده‌ترین بدافزارها علیه تأسیسات هسته‌ای ایران بود به عنوان اولین جنگ سایبری به معنی واقعی کلمه شناخته شد.
تاریخچه این حملات به سال ۲۰۰۶ و دوران ریاست جمهوری جرج بوش می‌رسد که در دوران ریاست جمهوری اوباما نیز ادامه یافت. این عملیات در سال ۱۳۹۱ لو رفت.
تولید نرم‌افزارهای استاکس نت، شعله، دوکیو بخشی از این عملیات بود.

## افشای عملیات
در سال ۱۳۹۱ ژنرال بازنشسته جیمز کارترایت این عملیات را افشا کرد. وی خود یکی از طراحان اصلی این حمله بوده‌است. وی از سوی وزارت دادگستری ایالات متحده به دلیل افشای این عملیات تحت بازجویی قرار گرفت.

## در فرهنگ عامه
- مستند روزهای صفر (۲۰۱۶) به این موضوع می‌پردازد.